# Klincovskij rajon
Il Klincovskij rajon (in russo Клинцовский район?) è un rajon dell'Oblast' di Brjansk, nella Russia europea; il capoluogo è Klincy e la superficie di 1.291 chilometri quadrati.